# Romeins huwelijk

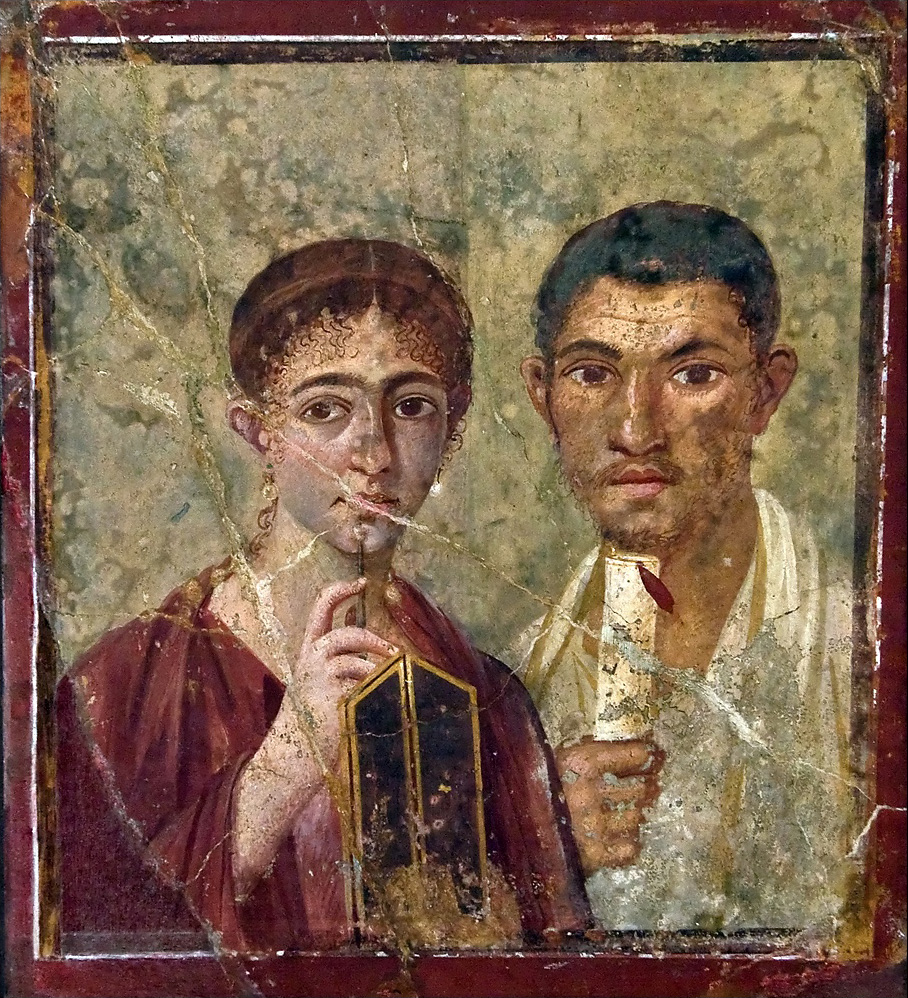
Paquius Proculus en zijn echtgenote (fresco uit Pompeii, 1e eeuw n. Chr., nationaal museum van Napels).

Het Romeinse huwelijk (matrimonium) was in essentie een privéaangelegenheid tussen twee familiae, die echter gepaard kon gaan met een rechtshandeling, namelijk de manus (d.i. macht over de vrouw). Vandaar dat men een onderscheid maakt tussen huwelijken cum (met) en sine manu (zonder manus).
In de hogere klassen was het huwelijk ook een manier om politieke of economische banden aan te halen. Zo werd het huwelijk van Julia Caesaris, de dochter van Gaius Julius Caesar en Cornelia Cinna minor, met Gnaius Pompeius Magnus maior gesloten als teken van het machtige bondgenootschap tussen Caesar en Pompeius dat de geschiedenis zou ingaan als eerste triumviraat. Hiervoor werd ook de eerdere verloving van Julia met Quintus Servilius Caepio afgebroken. Ook de banden tussen de leden van het zogenaamde tweede triumviraat werd in het verdrag van Brindisium aangehaald door het huwelijk van Marcus Antonius met de zus van zijn collega-triumvir Gaius Julius Caesar Octvianus (Augustus), Octavia Thurina minor, die net weduwe was geworden en zwanger was van haar overleden echtgenoot.
Verscheidene Romeinse huwelijksrituelen zijn vandaag de dag nog in gebruik in het Westen, zoals een verlovingsring, een bruidssluier, het in elkaar leggen van de rechterhanden van de verloofden (dextrarum iunctio) of de bruid het huis binnen dragen.

## Voorwaarden voor een huwelijk

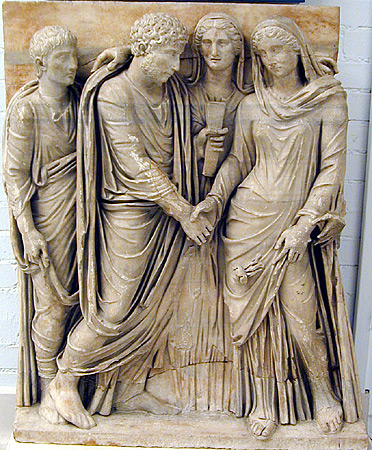
Reliëf op een sarcofaag met dextrarum iunctio (British Museum).

Een iustum matrimonium, een geldig huwelijk, dat dus ook rechtsgeldige kinderen moest voortbrengen was onderworpen aan enkele regels, die in de loop der jaren veranderden. Volgens Ulpianus waren de belangrijkste voorwaarden dat het ging om een huwelijk tussen geslachtsrijpe mannen en vrouwen die het conubium (huwelijksrecht) bezaten en dat het huwelijk plaatshad met wederzijdse instemming van henzelf of hun pater familias (indien ze nog onder diens patria potestas vielen). Het genoemde conubium was inherent aan het Romeins burgerrecht, maar kon ook aan niet-Romeinen worden verleend. Door de constitutio Antoniniana (212 n.Chr.) werden echter alle vrije inwoners van het Imperium Romanum Romeinse burgers die dus het conubium bezaten.
Ook bloedverwantschap was een belemmering voor een iustum matrimonium, die absoluut was in op- en neergaande lijn, in de zijlijn tot de zesde graad (later tot de derde graad) en ook gold voor aanverwantschap in directe lijn of door adoptie.
Een andere belangrijke voorwaarde voor een geslaagd huwelijk was affectio maritalis (huwelijkswil), waarvoor concordia (eendracht) belangrijk was, en het huwelijk moest het voortbrengen van wettige kinderen tot doel hebben. Een huwelijk was eigenlijk niet meer dan een consensus tussen twee familiae en een huwelijk werd dan ook opgeheven zodra er geen consensus of affectio maritalis meer was.

## Voor- en nadelen van een huwelijkcumofsine manu
Een huwelijk cum manu bood vooral voordelen voor de bruidegom, die in feite de patria potestas van zijn schoonvader overnam. Hierdoor beheerste hij ook al het bezit van zijn echtgenote en had zijn schoonvader ook niets meer over zijn dochter te zeggen. Voor de echtgenote was het echter niet zo voordelig, daar ze pas na de dood van haar man sui iuris (eigengerechtigd) werd.
Als men sine manu huwde, was dit vooral voordelig voor de vrouw, want het was immers veel waarschijnlijker dat haar vader - die haar in zijn manus had - eerder zou komen te overlijden dan zij en ze dus sui iuris zou zijn.
Vooral het feit dat een vrouw een reëel vooruitzicht had om sui iuris te zijn, maakte een huwelijk sine manu aantrekkelijk. Een vrouw die sui iuris was, had immers haar eigen eigendom dat gescheiden was van dat van haar man. Bovendien kon de vrouw hierdoor ook zelf het initiatief tot scheiding nemen.

## Soorten huwelijken

### Confarreatio

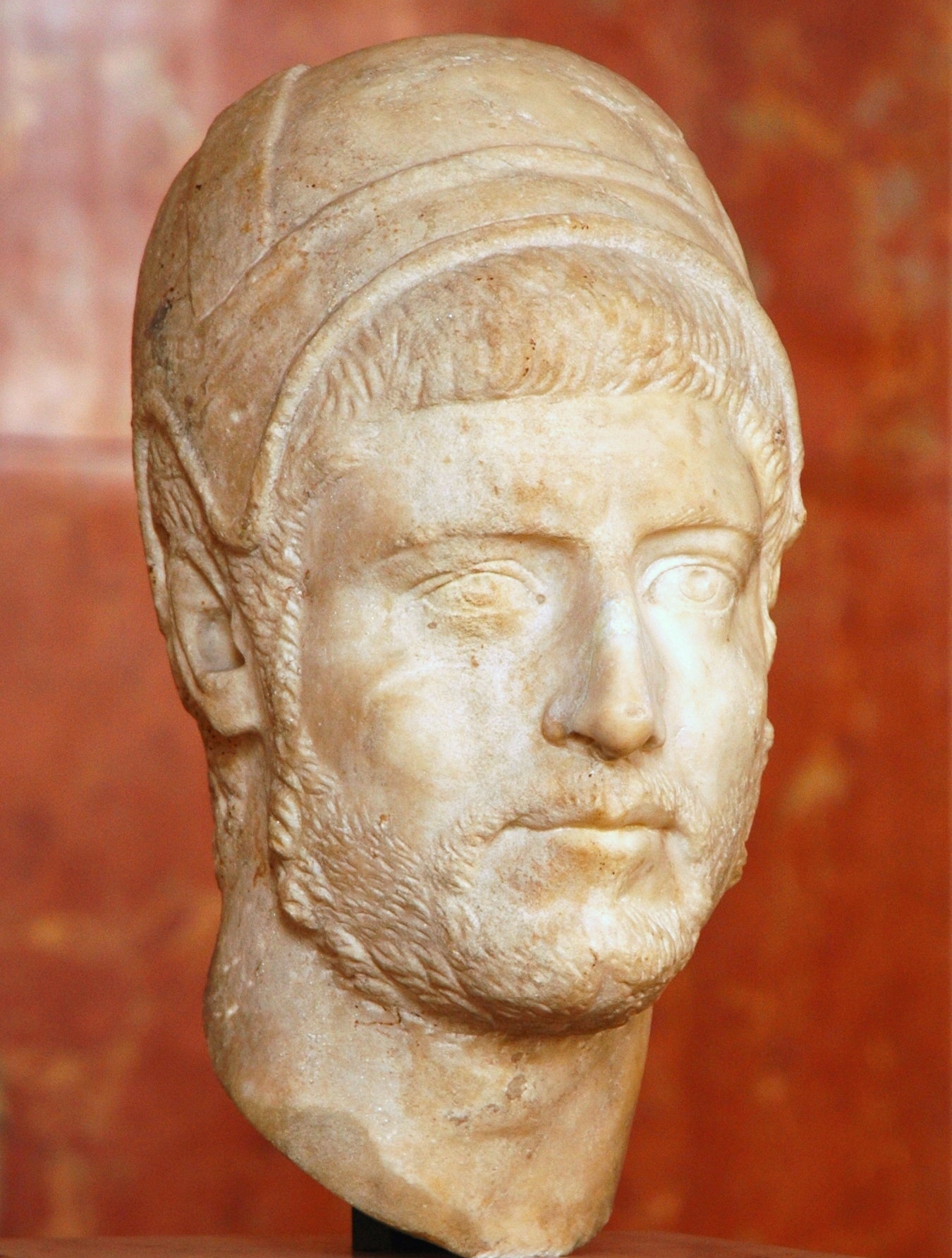
Portret van een flamen (Louvre, Ma 431).

De meest plechtige en feestelijke vorm van een huwelijk was de confariatio, die oorspronkelijk enkel voor patriciërs geschikt was, maar in de keizertijd nog slechts enkel voor priesters verplicht was. De naam kwam voort uit het gebruik van het delen van een speltbrood (far of panisfarreus) door de bruid en de bruidegom. Het was beperkt tot patriciërs van wie de ouders ook door confarreatio waren gehuwd. Het huwelijk was een gedetailleerde ceremonie voorgezeten door de flamen Dialis en de pontifex maximus, evenals tien getuigen. De vrouw ging hierop direct van de manus van haar pater familias over in die van haar nieuwe echtgenoot.

### Coemptio
De coemptio, letterlijk "opkoop", was een huwelijksvorm waarbij de vrouw in aanwezigheid van vijf getuigen werd "verkocht". Dit gebeurde aanvankelijk voor een reële prijs, maar zou later slechts een symbolische worden.

### Usus
Tot slot was er ook nog de zogenaamde usus, letterlijk "gewoonte" of "gebruik", waarbij de vrouw in de manus van haar echtgenoot kwam, nadat ze één jaar in een iustum matrimonium had geleefd. Ze kon dit echter ook voorkomen door drie nachten van elk jaar buitenshuis door te brengen (trinoctium). De vrouw was ook niet in de manus van de vader en had daardoor meer zelfstandigheid.

## Geschiedenis van het Romeinse huwelijk
De vroegste codificatie van Romeins recht, de Twaalftafelenwet (451 v.Chr.), legde al enkele rechtsregels voor het huwelijk vast. Zo werd de regel dat men uit de manus van hun man bleef als men drie dagen buitenshuis doorbracht vastgelegd in deze codificatie. Het verbood ook een huwelijk tussen patriciërs en plebejers, maar dit werd reeds zes jaar later door de lex Canuleia (445 v.Chr.) opgeheven.
Een huwelijk van Romeinse burgers met slaven, en zelfs vrijgelatenen, was verboden. In 9 n.Chr. liet de princeps Augustus door de lex Papia Poppaea wel een huwelijk met vrijgelatenen toe, zij het niet voor mensen van senatoriale rang. Een eerdere wet van Augustus, de beruchte lex Iulia de maritandis ordinibus et de adulteriis coercendis (18 v.Chr.), verplichtte mannen tussen 25 en 60 en vrouwen tussen 20 en 50 te huwen en kinderen te verwekken. Om het geboortecijfer terug omhoog te krijgen stelde Augustus ook wetten in die het interessant maakten om kinderen te krijgen. Zo kreeg een gehuwd man voorrang bij de verdeling van ambten, kinderen werden in rekening gebracht bij het toewijzen van "senatoriale" provinciae en per kind mocht hij één jaar aftrekken van de vooropgestelde minimumleeftijd voor ambten. Tot slot was het hebben van kinderen ook een pluspunt om gecoöpteerd te worden voor een door de dood van de houder ervan vacant geworden ambt.

## Nuptiaeof huwelijksfeest
De Romeinse bruiloftsplechtigheden of nuptiae hadden hun eigenaardigheden. Zo hechtte men veel belang dat er een gelukkige en voor de bruiloft gunstige dag werd gekozen. Voor ongelukkig hield men de maand mei, de eerste helft van juni, en verder alle Calendae, Idus en Nonae, alsook de dies nefasti, de tijd van de parentalia, van de mundus patens en andere feesten, waarop weduwen evenwel niet behoefden te letten. Als bijzonder gunstig werd echter de tweede helft van juni gehouden.
De formaliteiten en gebruiken verschilden al naar dat men voornemens was een streng huwelijk (cum manu) te sluiten, waardoor de vrouw in de manus van de man kwam en mater familias werd, of een vrij huwelijk (sine manu), waarbij de vrouw enkel uxor werd en in de patria potestas of sui iuris bleef. Voor deze laatste huwelijken werden geen bijzondere plechtigheden vereist, er moest enkel de deductio in domum mariti plaatsvinden. De andere wijze van huwelijksvoltrekking ging daarentegen met een groot aantal symbolische gebruiken gepaard.
Op de dag van de bruiloft legde de bruid de toga praetexta af, en wijdde deze aan de Fortuna virginalis. Ze droeg een uit schapenwol geknoopte gordel, en over het gelaat een sluier van helrode of citroengele kleur, wat de feestkleur schijnt te zijn geweest.
De overgang naar het huis van de bruidegom (deductio in domum mariti) had daarop plaats, deels in de vorm van een schaking (in een verwijzing naar de Sabijnse maagdenroof), deels in een feestelijke optocht (pompa nuptialis), waarop de uitdrukkingen uxorem ducere, verkort voor uxorem domum ducere van de man, en viro nubere van de vrouw doelen.
Hoe talrijker des te schitterender was de optocht, die meestal in de avond gehouden niet alleen uit wederzijdse kennissen en vrienden, maar ook uit nieuwsgierigen van het volk bestond. Onder fakkellicht (hierdoor werd fax het symbool van het huwelijk) en fluitspel trok de bruid met spinnewiel (symbool voor nijverheid en echtelijke trouw, vgl. Penelope) en spinrokken in de hand naar het huis van de bruidegom. Zij werd vergezeld door twee knapen, waarvan de ouders nog in leven waren – patrimi et matrimi – en een offerknaap die de spina alba vasthield. De jonge vrouw legde in de straat, waar zij zou wonen, een geldstuk op het sacellum van de Lar Compitalis.
Het huis dat haar ontving was feestelijk bekranst en versierd. Als zinnebeeld van haar kuisheid omwond zij de deurposten met wollen banden, en om betoveringen te voorkomen, bestreek zij ze met varkensvet. Men – niet haar echtgenoot - tilde haar daarop over de drempel van het huis, waarna ze op een uitgespreide schapenvacht ging staan. Daarbij weerklonk de kreet: Talasio! Ze werd - als het om een huwelijk door coëmptio ging - gevraagd wie zij was. Zij zou dan vervolgens antwoorden met de woorden: "Ubi tu Gaius, ibi ego Gaia" ("Als jij Gaius bent, dan (ben) ik Gaia"). Daarop ontving zij vuur en water (aquae et ignis communicatio) uit handen van haar echtgenoot.
Nu volgde het door de bruidegom aangerichte feestmaal (coena nuptialis), dat gepaard ging met muziek en gezang. Vooral weergalmde onder begeleiding van de fluit het huwelijkslied (epithalamium, hymenaeus). Voor deze maaltijd veroorloofden de wetten een betrekkelijk grote pracht. Onder de voor het huis verzamelde jeugd moest de bruidegom noten strooien.
Na de maaltijd bracht een getrouwde vrouw, die Juno pronuba moest verbeelden, de jonge vrouw naar het slaapvertrek en legde haar in het met de toga bedekte bruidsbed (lecto collocare), waarop dan de man haar in het vertrek volgde. Daarbuiten zong men nog huwelijkszangen en ook pikante spotliederen.
De volgende dag gaf de bruidegom nog een maaltijd, repotia geheten. De gasten en bloedverwanten brachten het jonge paar geschenken, en de jonge vrouw verrichtte haar eerste offer in haar nieuwe huis.